# Aerugite
L’aerugite ou aérugite est une espèce minérale composée d'arséniate anhydre de nickel, de formule Ni17As6O32 ou Ni9As3O14.

## Inventeur et étymologie
La première analyse chimique est faite par Carl Wilhelm Bergemann (de) en 1858, mais le minéral ne sera décrit et nommé qu'en 1869, par Gilbert Joseph Adam et nommé à partir du latin « aerugo » qui signifie « rouille de cuivre ».

## Localité type
Le topotype a été prélevé dans une mine de Johanngeorgestadt, dans les monts métallifères (Saxe, Allemagne).

## Cristallographie
- Paramètres de la maille conventionnelle : a = 5,951 Å, c = 27,568 Å, Z = 3 ; V = 845,50 Å3
- Densité calculée : 5,76.

## Gîtologie
- Minéral rare des filons hydrothermaux secondaires, à dépôt de Ni–As–U.
- Il apparaît souvent comme une incrustation sur les parois de fours de grillage de minerais.

### Minéraux associés
- Bismuth, bunsénite, xanthiosite (Johanngeorgestadt)
- Xanthiosite (Mine South Terra)

## Gisements remarquables
- Allemagne
  - Johanngeorgestadt, Erzgebirge, Saxe
- Angleterre
  - Mine South Terra, Cornouailles